# Salamandra (czasopismo)
Salamandra – miesięcznik żołnierzy 1 Dywizji Pancernej wydawany w latach 1946–1947.
Pismo ukazywało się od 15 września 1946 do września 1947. Wydawane było przez Sekcję Prasową Plutonu Opieki nad żołnierzami dywizji podczas stacjonowania dywizji w okupowanych Niemczech. Z pismem związani byli m.in. Konstanty Jeleński oraz Wojciech Wasiutyński. W piśmie drukowano też teksty Stanisława Vincenza i jego syna Andrzeja.